# Chesny
Chesny és un municipi francès, situat al departament del Mosel·la i a la regió del Gran Est. L'any 2007 tenia 437 habitants.

## Demografia

### Població
El 2007 la població de fet de Chesny era de 437 persones. Hi havia 151 famílies, de les quals 19 eren unipersonals (6 homes vivint sols i 13 dones vivint soles), 42 parelles sense fills, 84 parelles amb fills i 6 famílies monoparentals amb fills.
La població ha evolucionat segons el següent gràfic:
Habitants censats

### Habitatges
El 2007 hi havia 162 habitatges, 155 eren l'habitatge principal de la família i 7 estaven desocupats. 152 eren cases i 10 eren apartaments. Dels 155 habitatges principals, 143 estaven ocupats pels seus propietaris, 9 estaven llogats i ocupats pels llogaters i 2 estaven cedits a títol gratuït; 2 tenien dues cambres, 7 en tenien tres, 23 en tenien quatre i 123 en tenien cinc o més. 143 habitatges disposaven pel capbaix d'una plaça de pàrquing. A 40 habitatges hi havia un automòbil i a 111 n'hi havia dos o més.

### Piràmide de població
La piràmide de població per edats i sexe el 2009 era:
| Homes | Edats   | Dones |
| ----- | ------- | ----- |
| 0     | 95 o +  | 0     |
| 0     | 90 a 94 | 0     |
| 0     | 85 a 89 | 0     |
| 4     | 80 a 84 | 0     |
| 0     | 75 a 79 | 8     |
| 4     | 70 a 74 | 0     |
| 4     | 65 a 69 | 12    |
| 12    | 60 a 64 | 8     |
| 0     | 55 a 59 | 8     |
| 12    | 50 a 54 | 12    |
| 20    | 45 a 49 | 12    |
| 32    | 40 a 44 | 20    |
| 4     | 35 a 39 | 28    |
| 16    | 30 a 34 | 12    |
| 4     | 25 a 29 | 4     |
| 16    | 20 a 24 | 12    |
| 20    | 15 a 19 | 32    |
| 4     | 10 a 14 | 16    |
| 16    | 5 a 9   | 16    |
| 4     | 0 a 4   | 4     |

## Economia
El 2007 la població en edat de treballar era de 297 persones, 233 eren actives i 64 eren inactives. De les 233 persones actives 220 estaven ocupades (110 homes i 110 dones) i 12 estaven aturades (6 homes i 6 dones). De les 64 persones inactives 26 estaven jubilades, 30 estaven estudiant i 8 estaven classificades com a «altres inactius».

### Ingressos
El 2009 a Chesny hi havia 192 unitats fiscals que integraven 541 persones, la mediana anual d'ingressos fiscals per persona era de 24.536 €.

### Activitats econòmiques
Dels 17 establiments que hi havia el 2007, 1 era d'una empresa extractiva, 3 d'empreses de comerç i reparació d'automòbils, 3 d'empreses de transport, 2 d'empreses d'informació i comunicació, 2 d'empreses immobiliàries, 5 d'empreses de serveis i 1 d'una entitat de l'administració pública.
L'únic servei als particulars que hi havia el 2009 era una agència immobiliària.
L'any 2000 a Chesny hi havia 4 explotacions agrícoles.

## Equipaments sanitaris i escolars
El 2009 hi havia 1 escola maternal integrada dins d'un grup escolar amb les comunes properes formant una escola dispersa i 1 escola elemental integrada dins d'un grup escolar amb les comunes properes formant una escola dispersa.

## Poblacions més properes
El següent diagrama mostra les poblacions més properes.